# Sinophorus rugosus
Sinophorus rugosus là một loài tò vò trong họ Ichneumonidae.